# Adorazione dei Magi (El Greco Benaki)
L'Adorazione dei Magi è un dipinto del pittore cretese El Greco realizzato circa nel 1565-1567 e conservato al Museo Benaki ad Atene in Grecia. Insieme a San Luca dipinge la Madonna col Bambino è la più occidentale prime delle opere di El Greco, fortemente influenzata dal manierismo italiano.

## Descrizione
Non si sa esattamente dove sia stato realizzato questa tavola, anche se molti specialisti ipotizzano che sia stato dipinto a Venezia, durante il primo viaggio dell'artista. Un'altra possibile ipotesi è che sia stata dipinta per un cliente italiano con sede a Creta, il luogo di residenza del pittore.
È una delle opere più significative di El Greco, in quanto mostra la transizione tra «maniera greca» e l'arte rinascimentale.
L'influenza del Parmigianino è nota, sebbene l'artista non abbandoni l'uso della foglia d'oro. Tuttavia, le figure sono più naturali, perdono l'aura di spiritualità e santità tipica dell'arte bizantina. Inoltre introduce prospettiva e movimento nella composizione.